# Barra sinusoidale

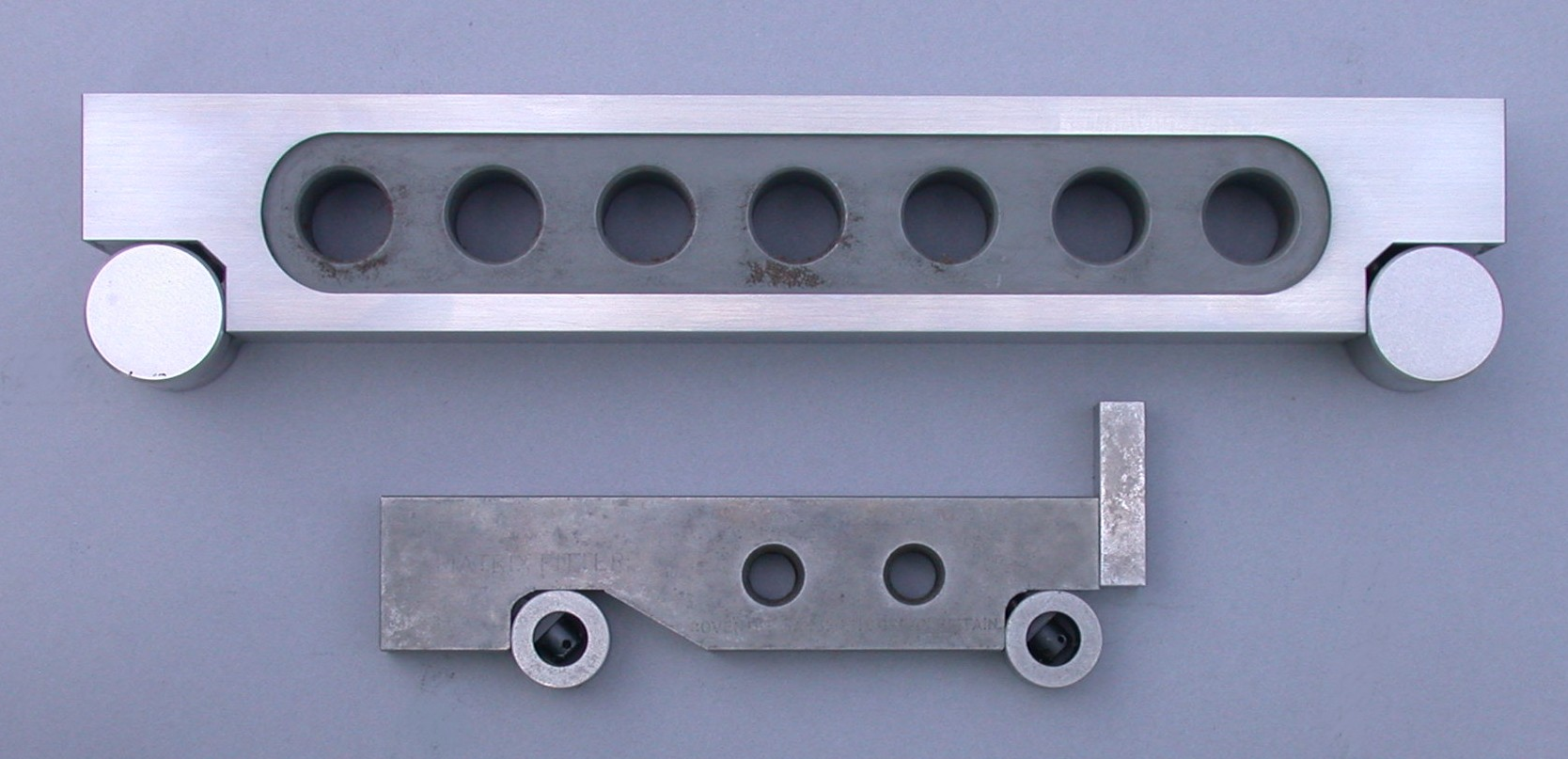
Barre sinusoidali da 10 pollici e 10 centimetri

La barra sinusoidale, anche detta barra seni, è uno strumento di misura usato nelle officine meccaniche per misurare angoli. Deve il nome al teorema dei seni noto in trigonometria e usato per risolvere il triangolo formato dai pezzi in gioco e dal lembo superiore della barra stessa.
È costituita da una barra metallica scorrevole su due rulli fissati agli estremi e la cui distanza espressa in centimetri o in pollici è nota con precisione ed è il parametro principale. Il lato superiore è piano e ben levigato, parallelo alla congiungente dei centri dei rulli. 

## Impiego

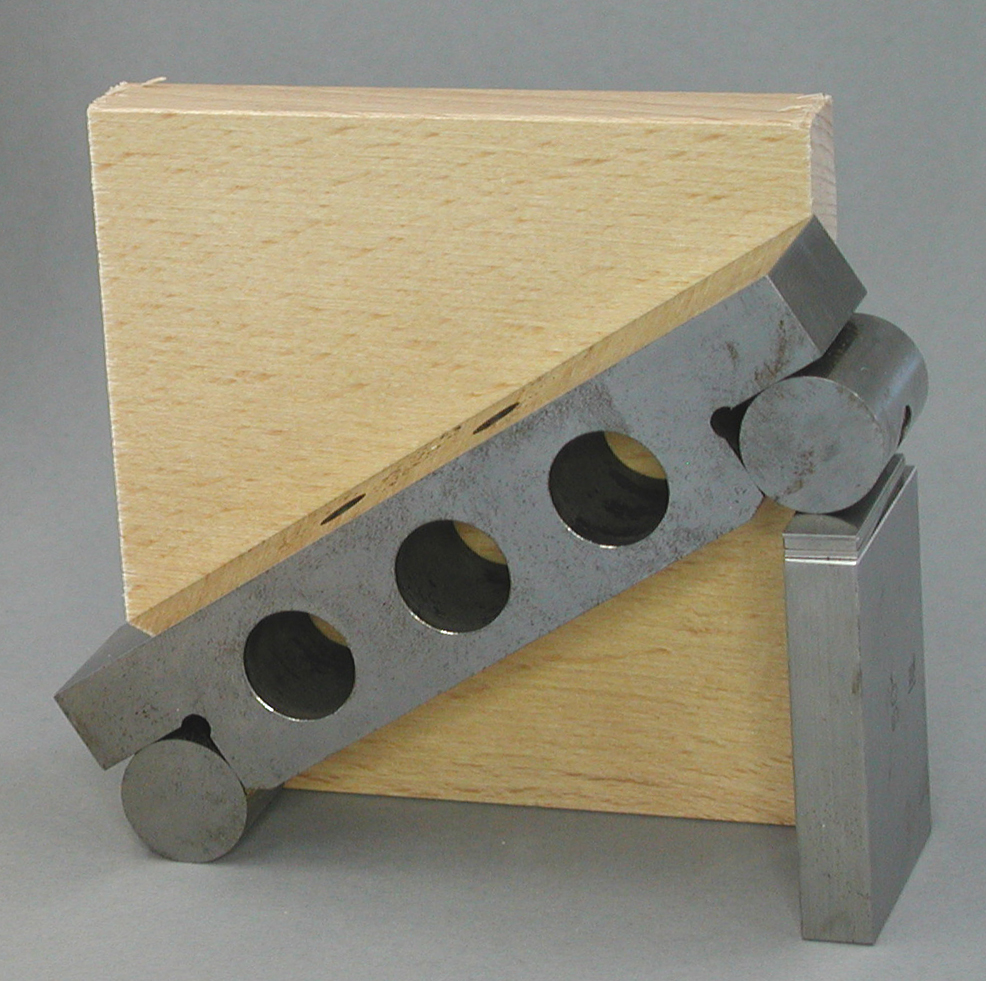
Misura con barra sinusoidale, si notano i blocchetti di riscontro usati per alzare la barra di una quantità nota

A seconda delle dimensioni degli oggetti che formano l'angolo da misurare si usano barre più o meno lunghe in modo che il triangolo rettangolo formato risulti facilmente risolubile con le terne pitagoriche. Quando nessuna barra disponibile è di misura ideale per adattarsi a una terna allora si ricorre al teorema dei seni.
Si poggia la barra sul piano del primo pezzo, per costruzione il suo lembo superiore risulta parallelo al piano. Si fa ora scorrere la barra in modo che il rullo più vicino al secondo pezzo, ortogonale al primo, salga su di esso di una quantità determinata. Si forma così un triangolo rettangolo di cui l'ipotenusa è il lembo superiore della barra e un cateto è la distanza fra la tangente al rullo parallela al piano del primo pezzo e il piano medesimo. Questo cateto si costruisce spesso con i blocchetti di riscontro affinché la sua misura sia ben determinata. A questo punto gli elementi per risolvere il triangolo sono noti e l'angolo che si vuole misurare vale:
Per misure più precise si ricorre ai blocchetti di riscontro.